# Microsoft Hearts
Microsoft Hearts (gọi tắt là Hearts) là một trò chơi đánh bài được tích hợp sẵn trên Microsoft Windows, được xây dựng dựa trên một kiểu chơi bài cùng tên.

## Lịch sử
Trò chơi Hearts lần đầu xuất hiện trên hệ điều hành Windows for Workgroups 3.1 vào năm 1992. Microsoft dùng trò Hearts làm ví dụ minh họa cho công nghệ mới NetDDE cho phép nhiều người cùng chơi với nhau thông qua kết nối mạng, vì thế, trò này ban đầu có tên là "The Microsoft Hearts Network". Ở phiên bản Windows XP, trò chơi không còn hỗ trợ nhiều người chơi cùng lúc, thay vào đó, game thủ chơi với nhân vật do máy tạo ra, tên của trò này được gọi ngắn gọn là "Hearts" (ở phiên bản Windows Vista và Windows 7).
Cũng như những trò chơi khác của Windows, Heart không nằm trong bản cài Windows 8 và Windows 10. Như một phần trong tiến trình cài đặt, trò Heart sẽ bị xóa bỏ khi người dùng tiến hành nâng cấp từ các phiên bản cũ lên Windows 10. Tuy nhiên, người dùng vẫn có thể tìm thấy những trò chơi này trên Microsoft Store (ngoại trừ Heart).

## Cách chơi

### Ghi điểm
Hearts là thể loại trò chơi 4 người, 3 đối thủ của người chơi được đặt tên mặc định lần lượt từ trái sang phải là West, North và East (trước đây là Pauline, Michele và Ben, ở phiên bản Windows XP). Mục đích của trò này là tránh ăn điểm, vì thế người chiến thắng là người có số điểm ít nhất.
Cách tính điểm như sau: từ lá ♥A đến ♥K tính 1 điểm, riêng lá ♠Q tính 13, các lá còn lại thì không tính điểm. Lưu ý rằng, lá A (Xì) lớn nhất, lá 2 bé nhất.

### Trước mỗi ván
Mỗi người sẽ được nhận 13 lá bài, sau đó rút ra 3 lá để đưa cho một "nhà" (một "người chơi") và nhận 3 lá từ "nhà" khác. Ván thứ nhất chuyển cho người bên trái, ván thứ hai chuyển cho người bên phải, ván thứ ba chuyển cho người đối diện, ván thứ tư không đổi. Ván thứ năm, xoay vòng lại theo ván thứ nhất, chuyển cho người bên trái; tương tự cho các ván còn lại.

### Luật chơi
Người nắm giữ quân ♣2 sẽ là người bắt đầu ở mỗi ván, và phải đi quân này trước tiên. Lần lượt từng nhà đi 1 quân, và quân này phải cùng chất (cơ♥, rô♦, chuồn♣, bích♠) với quân bài của người mở đầu lượt đi. Trường hợp không có quân bài cùng loại với người mở đầu thì được quyền đánh những quân bài có chất khác.
Ở nước đi đầu tiên của mỗi ván, cho dù không có quân bài cùng loại với người mở đầu, ta vẫn không được đánh các lá bài cơ♥ và ♠Q.
Trong mỗi lượt đi, ai đánh quân bài lớn nhất và cùng loại với người mở đầu thì người đó sẽ bắt đầu lượt kế tiếp. Nếu 3 nhà kia đánh quân bài khác chất với ta thì ta vẫn tiếp tục mở đầu lượt kế, ví dụ, người đầu tiên đánh ♣6, 3 nhà kia đánh các quân ♣4, ♦9 và ♦6 thì người đánh ♣6 sẽ tiếp tục ở lượt kế.
Người chơi có thể đi bắt đầu lượt tiếp theo với bất kỳ quân bài nào trừ các quân cơ♥ nếu các quân rô♦, chuồn♣, bích♠ vẫn còn. Chỉ khi trên tay đã hết sạch những lá bài rô♦, chuồn♣, bích♠ thì ta mới thể đi quân cơ♥, lúc này gọi là "Hearts have been broken" (ta có thể nghe tiếng vỡ nếu bật âm lượng). Nếu trước đó đã có người đánh lá cơ♥ thì ta được phép đánh những lá cơ♥ từ bài của mình.
Ví dụ: ta đánh ♥6, các nhà khác ra ♥3, ♥4, ♥5 thì ta nhận 4 điểm và bắt đầu lượt mới (mỗi quân cơ tính 1 điểm).
Nhắc lại, mục đích của trò chơi này là tránh ăn điểm, vì thế ta phải chuyển tất cả những quân cơ♥ và con ♠Q cho các đối thủ. Một trường hợp đặc biệt có thể xảy ra, gọi là "shot the moon", là khi một người nắm giữ tất cả các lá bài cơ♥ và ♠Q; người giữ những quân đặc biệt này sẽ không được điểm nào và cả 3 nhà kia, mỗi nhà nhận 26 điểm (là tổng điểm của các lá cơ♥ với ♠Q).

### Sau ván đấu
Sau mỗi ván đấu, một bảng điểm của cả 4 người chơi sẽ hiện ra, người thấp điểm nhất ở mỗi ván được tô bằng màu xanh dương. Điểm sẽ được cộng dồn sau mỗi ván. Trò chơi kết thúc khi một trong 4 người đạt từ 100 điểm trở lên. Điểm của người thắng cuộc sẽ hiện màu đỏ.